# Svetlana Žuchová
Svetlana Žuchová (Bratislava, 24 dicembre 1976) è una scrittrice slovacca, vincitrice nel 2015 del Premio Letterario dell'Unione Europea con il romanzo Frammenti di una vita.

## Biografia
Studia psicologia all’Università di Vienna e medicina all'Università Comenio di Bratislava. Dopo aver lavorato in una clinica psichiatrica di Praga, si è trasferita a Monaco di Baviera per poi far ritorno a Praga, dove attualmente vive, scrive e traduce.
Nel 2001 e, di nuovo nel 2005, vince il Concorso letterario «Poviedka», che si tiene ogni anno nella Repubblica Slovacca, dedicato alla forma del racconto e i suoi testi si trovano nelle relative antologie del Premio.
Il suo primo volume, una raccolta di racconti intitolata Dulce de leche, con cui risulta vincitrice del Premio «Ivan Krasko», viene pubblicato nel 2003.
Seguono tre romanzi, Yesim (2006) – che tratteggia i momenti di vita e i pensieri della protagonista, Yesim, una giovane di origine turca emigrata in Austria con la famiglia –, Ladri e testimoni (Zlodeji a svedkovia) nel 2011 e Marisia. Frammenti di una vita, pubblicato nel 2013, con cui ha vinto il Premio Letterario dell'Unione Europea nel 2015.
Questi tre romanzi, che hanno in comune un profondo interesse per l’analisi dei personaggi, contraddistinti tutti dall’essere stranieri in una terra lontana da casa, sono stati nominati (e risultati finalisti) per il premio «Anasoft Litera», il più importante riconoscimento letterario conferito in Slovacchia.
Suoi racconti sono stati pubblicati su diverse riviste, tra cui Dotyky, Rak, Romboid, Vlna, OS e il settimanale Slovo.
Svetlana Žuchová è anche traduttrice dalle lingue inglese e tedesca. Tra gli autori da lei tradotti, Sarah Kane e Michel Faber e Sophie Kinsella.

## Opere tradotte in italiano
- Marisia. Frammenti di una vita (Obrazy zo života M.), traduzione dalla lingua slovacca di Tiziana D’Amico, Mimesis Edizioni, 2017, ISBN 9788857541631
- Ladri e testimoni (Zlodeji a svedkovia), traduzione dalla lingua slovacca di Tiziana D’Amico, Mimesis Edizioni, 2018 ISBN 9788857550725